# LZ 4

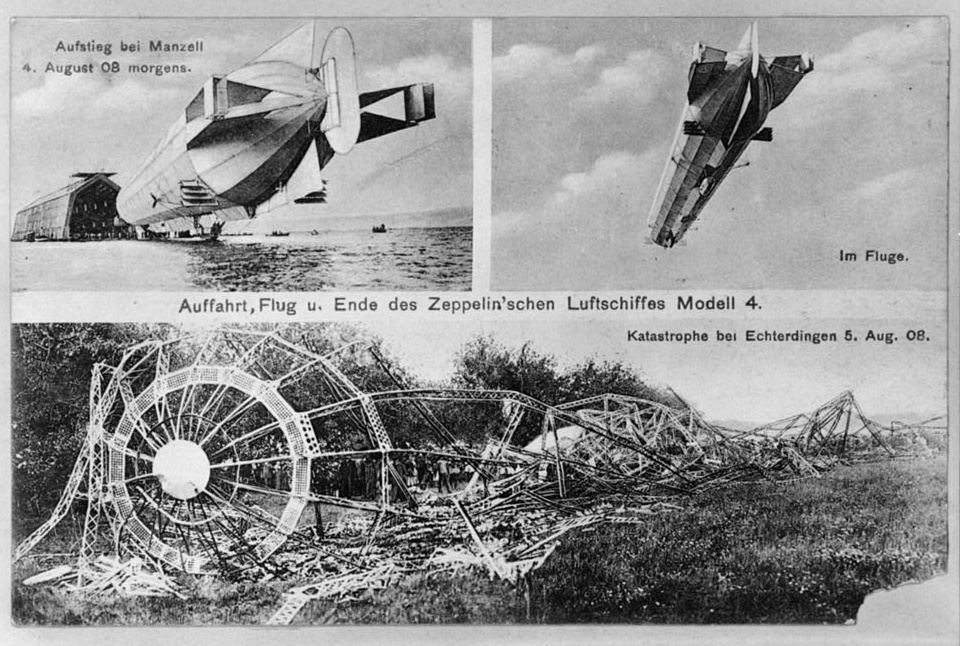
Zeitgenössische Postkarte

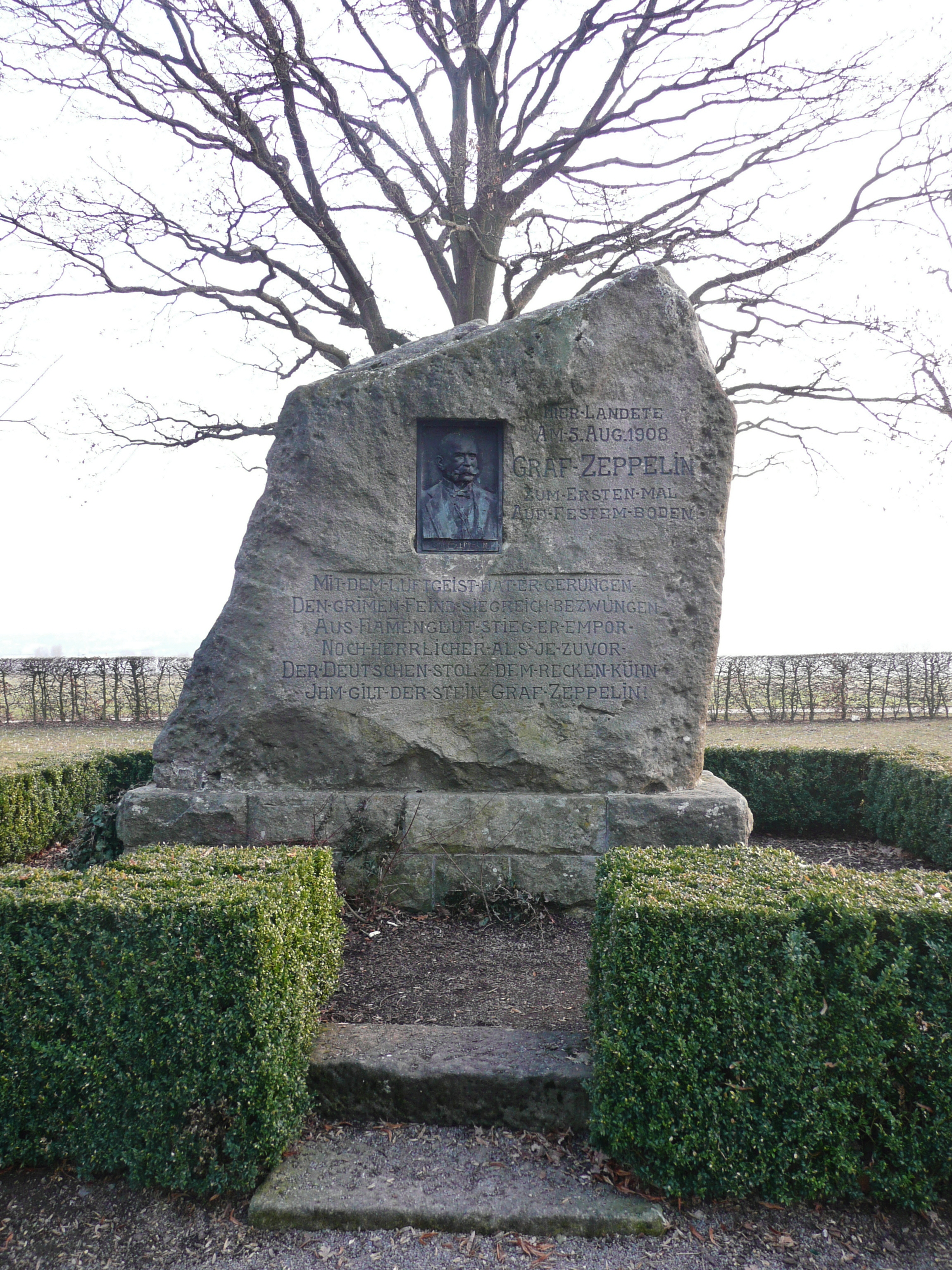
Zeppelinstein zum Gedenken an LZ 4 in Echterdingen

Der Zeppelin LZ 4 war das vierte Starrluftschiff, das unter der Leitung von Ferdinand von Zeppelin gebaut und erprobt wurde. Am 5. August 1908 verbrannte es auf einer Erprobungsfahrt nach einer Havarie nahe Echterdingen.

## Geschichte
Nachdem sich der vorherige Zeppelin LZ 3 als Erfolg erwiesen hatte, erhielt Ferdinand von Zeppelin für den Bau des Nachfolgemodells staatliche Zuschüsse in Höhe von 500.000 Mark. Bedingung war allerdings, dass der neue Zeppelin in der Lage sein sollte, eine 24-Stunden-Fahrt zu absolvieren. Somit musste Ludwig Dürr die Konstruktion von LZ 3 deutlich überarbeiten, indem der Rumpf von 126 auf 149 m verlängert und die Anzahl der Gaszellen auf 17 vergrößert wurde.

### Bau und Erprobung
Der Bau des Luftschiffs begann im November 1907, der Erstflug erfolgte am 20. Juni des Folgejahres. Dabei stellte sich heraus, dass die vorgesehenen Seitenruder für ein Schiff dieser Größe unzureichend waren. Deshalb wurden zusätzliche Seitenruder zwischen den doppelten Leitwerken am Heck angebracht. Das Bugruder wurde hingegen mangels Wirksamkeit demontiert. Die erste längere Fahrt erfolgte am 1. Juli, dauerte zwölf Stunden und führte von Friedrichshafen nach Luzern und wieder zurück, wobei 386 km Strecke zurückgelegt wurde. Hierauf folgend wurde die geforderte 24-Stunden-Fahrt für den 13. Juli vorbereitet, doch kurz nach dem Start fiel ein Propeller aus, und die Fahrt musste abgebrochen werden.

### Mainzer (Echterdinger) Fahrt
Ein erneuter Versuch, der entlang des Rheins nach Mainz und zurück führen sollte, erfolgte am 4. August mit 12 Personen sowie Treibstoff für 31 Stunden Fahrt an Bord. Über Straßburg musste der Bugmotor für das Umfüllen von Treibstoff gestoppt werden, und die verlangsamte Fahrt führte dazu, dass der dynamische Abtrieb nachließ, das Schiff somit auf 820 m stieg und dort über ein Ventil Wasserstoff abließ. Dies wiederholte sich bei weiteren Tankvorgängen, sodass LZ 4 schließlich nur noch durch dynamischen Auftrieb in der Luft gehalten wurde, wodurch die Fahrt auf 16 km/h absank. Am späten Nachmittag landete LZ 4 am Kornsand bei Oppenheim, um Ballast abzuladen, und setzte einige Stunden später die Fahrt fort.
Mainz konnte gegen Mitternacht erreicht werden, und das Schiff machte sich auf den Rückweg, doch gut zwei Stunden später trat an einem Triebwerk ein Schaden des Kurbelwellenlagers auf. Um diesen Schaden mit Hilfe von Daimler-Mitarbeitern aus Untertürkheim zu beheben, landete LZ 4 am Morgen bei Echterdingen und wurde dort vertäut. Der Bugmotor wurde für die Reparaturen abmontiert. Am Nachmittag allerdings riss eine Gewitterböe den Zeppelin aus seiner Verankerung. Sein Anker verfing sich in einer Baumreihe, wodurch die Gaszellen aufgerissen wurden und Feuer fingen. LZ 4 wurde bei diesem Unglück vollständig zerstört. Bis auf zwei leichtverletzte Luftschiffer und einen Soldaten kamen keine Menschen zu Schaden, obwohl die Landung des Luftschiffs mehrere Zehntausend Schaulustige angezogen hatte.

## Nachwirkung
Trotz dieses Fehlschlags erwies sich LZ 4 letztlich als Erfolg für Ferdinand von Zeppelin: Das Unglück bescherte seinem Projekt landesweite Aufmerksamkeit und Hilfsbereitschaft, und über die Zeppelinspende des deutschen Volkes in Verbindung mit dem Verkauf von Souvenirs aus dem Metall von LZ 4 kamen 6 Millionen Mark zusammen, die es von Zeppelin erlaubten, mit Gründung der Luftschiffbau Zeppelin GmbH in einem professionellen Unternehmen zu agieren.
Am Ort des Geschehens wurde später ein Zeppelinstein als Denkmal aufgestellt. Ein Modell von LZ 4 ist im Verkehrsmuseum Dresden ausgestellt.

## Technische Daten
- Traggasvolumen: 17.300 m³ Wasserstoff
- Länge: 149 m
- Durchmesser: 14,0 m
- Antrieb: zwei Daimler-Motoren von je 105 PS (77 kW)
- Geschwindigkeit: 48 km/h
- Luftausdauer: 30 Stunden

## Übersicht der Fahrten von LZ 4
Die folgende Liste umfasst die acht Fahrten von LZ 4 (teilweise unterbrochen durch Zwischenlandungen):
| Datum             | Uhrzeit                                   | Orte der Route (Auswahl) | Art                                                     | Zahl der Insassen      | Anmerkung                                                                                                   | Beleg                  |
| ----------------- | ----------------------------------------- | --- | ------------------------------------------------------- | ---------------------- | --- | ---------------------- |
| 20. Juni 1908     | 17:00–18:30                               | Bodensee (schwimmende Reichshalle) – Richtung Schweizer Ufer – Reichshalle | Werksfahrt                                              | 17                     | Seitensteuer erwiesen sich als unzureichend                                                                 | Tittel 1988, S. 12 ff. |
| 23. Juni 1908     | 14:45–18:40                               | Bodensee (schwimmende Reichshalle) – Richtungen Lindau, Langenargen, Konstanz, Schweizer Ufer – Zwischenlandung auf dem Bodensee – Friedrichshafen (Schloss) – Reichshalle                                                           | Werksfahrt                                              |                        | Test der veränderten Seitensteuer, zwischenzeitliche Aufnahme von Zeppelins Tochter und weiterer Passagiere | Tittel 1988, S. 16 f.  |
| 29. Juni 1908     | 11:56–18:04                               | Bodensee (schwimmende Reichshalle) – Romanshorn – Friedrichshafen – Schussenmündung – Langenargen – Romanshorn – Zwischenlandung auf dem Bodensee – Langenargen – Friedrichshafen – Immenstaad – Konstanz – Immenstaad – Reichshalle | Werksfahrt                                              | 16                     | Test der erneuert geänderten Hecksteuerung                                                                  | Tittel 1988, S. 18 ff. |
| 1. Juli 1908      | 08:26–20:26                               | Bodensee (schwimmende Reichshalle) – Konstanz – Stein – Schaffhausen – Luzern – Zürich – Winterthur – Rheindelta – Reichshalle | Dauerfahrt (auch Schweizer Fahrt)                       | 12                     | neuer Luftschiff-Rekord in puncto Fahrtweite (384 km) und -dauer (12 h)                                     | Tittel 1988, S. 22 ff. |
| 3. Juli 1908      | 15:29–18:50                               | Bodensee (schwimmende Reichshalle) – Friedrichshafen – Zwischenlandung auf dem Bodensee – Friedrichshafen – Mainau – Überlingen – Hagnau – Immenstaad – Manzell – Reichshalle                                                        | Rundfahrt (auch König- und Königinfahrt)                |                        | Mitfahrt des Württembergischen Königspaares                                                                 | Tittel 1988, S. 29 ff. |
| 14. Juli 1908     | Start mittags                             | Bodensee (schwimmende Reichshalle) – Konstanz – Reichshalle | Probefahrt                                              |                        | Fahrtabbruch wegen Motorschaden                                                                             | Tittel 1988, S. 33 f.  |
| 15. Juli 1908     | Startversuch mittags                      | Bodensee (schwimmende Reichshalle) | Probefahrt                                              |                        | Startabbruch aufgrund Zusammenstoß mit der Reichshalle (Schäden an Außenhülle und Gerippe)                  | Tittel 1988, S. 35     |
| 4./5. August 1908 | 06:22–17:24 (Teil 1) 22:22–07:51 (Teil 2) | Bodensee (schwimmende Reichshalle) – Konstanz – Schaffhausen – Basel – Straßburg – Speyer – Mannheim – Zwischenlandung auf dem Rhein bei Kornsand (Ende Teil 1) – Mainz – Mannheim – Stuttgart – Echterdingen (Ende Teil 2)          | Dauerfahrt (auch Mainzer Fahrt oder Echterdinger Fahrt) | 12 (Teil 1) 7 (Teil 2) | vorzeitiges Fahrtende wegen Havarie des Luftschiffs in Echterdingen (Totalschaden)                          | Tittel 1988, S. 36 ff. |